# Casa di Fiammetta
La Casa di Fiammetta è un palazzetto rinascimentale  di Roma situato a Piazza Fiammetta, nel rione Ponte di Roma, all'incrocio della piazza con via della Maschera d'Oro e con via degli Acquasparta.

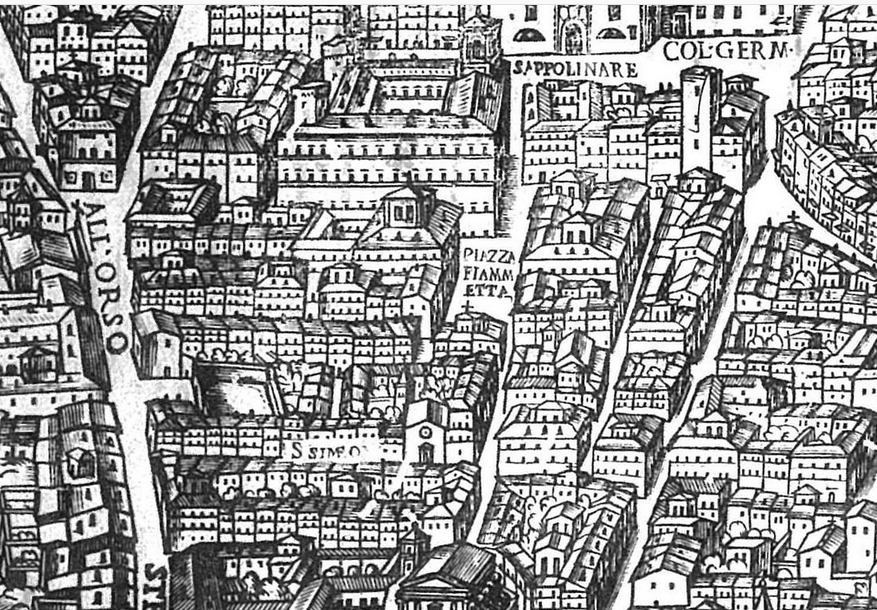
La pianta di Giovanni Maggi (ca. 1625) che riporta il nome della piazza

## Storia
L'edificio conosciuto come Casa di Fiammetta apparteneva alla famosa cortigiana fiorentina Fiammetta Michaelis, la quale, arrivata a Roma all'età di tredici anni insieme alla madre, anch'essa prostituta, si dedicò alla professione prima del 1478, divenendo presto la favorita del cardinale umanista Giacomo Ammannati Piccolomini.

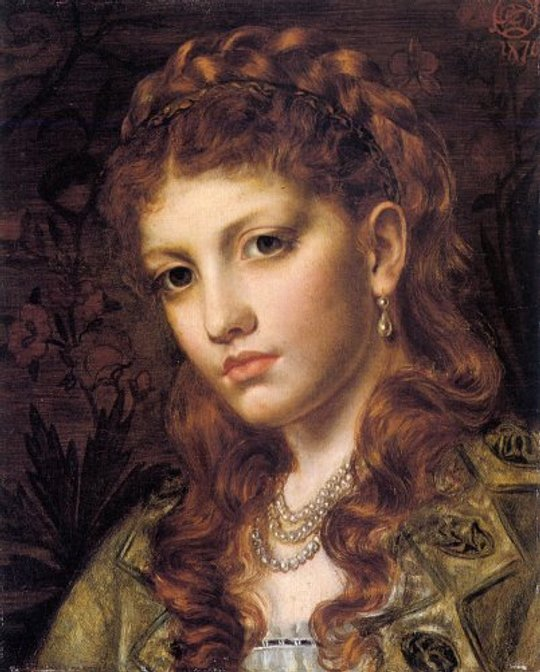
La bella Fiammetta
1876. Opera di Emma Sandys.

Alla morte di Ammannati, nel 1479, Fiammetta ereditò tutti i suoi beni, cosa che suscitò molta diffidenza, nonostante l'evento avvenisse in un momento particolarmente licenzioso. Il furore provocò l'intervento di papa Sisto IV, che bloccò il testamento e nominò una commissione per risolvere la delicata questione: fu così che "la damigella di singolare beltà", come la definì la commissione stessa, ricevette la sua eredità non perché avesse offerto i suoi servizi al cardinale, ma "per amore di Dio e fornirle una dote". Fiammetta divenne così proprietaria di quattro proprietà immobiliari: un vigneto con una casetta nei pressi di Porta Viridaria (conosciuta anche come Porta San Pellegrino), una casa con torre nell'ormai inesistente Vicolo della Palma (demolito nel 1925 per consentire la costruzione della scuola elementare "Alberto Cadlolo", tra via del Mastro e via della Rondinella), una casa, ancora esistente, in Via dei Coronari, 157, e, infine, la casa conosciuta ancora oggi come Casa di Fiammetta.
Anche se non è certo che Fiammetta abbia mai vissuto lì - è più probabile che fosse affittata per trarne reddito - il toponimo "Piazza di Fiammetta" era presente già sulla mappa di Roma di Giovanni Maggi  (1625).
Tra gli amanti di Fiammetta c'era probabilmente anche Cesare Borgia, figlio di papa Alessandro VI e della sua prediletta, Vannozza Cattanei, detto Il Valentino dopo essere stato nominato dal re di Francia Luigi XII "duca del Valentinois", come si può dedurre dal testamento di Fiammetta consegnato a un notaio il 19 febbraio 1512 (anno della sua morte).
Questo documento fa riferimento a "Fiammetta del Duca di Valentino" e lascia in eredità al "fratello", Andrea, in realtà figlio dei due, la Casa di Fiammetta, l'altra in via dei Coronari e la vigna.
Fiammetta fu sepolta non lontano dalla casa, nella chiesa di Sant'Agostino, nella quale, nel 1586, aveva promosso la costruzione della prima cappella a sinistra. Nella Roma rinascimentale le prostitute erano divise in più categorie, dalle più povere che vivevano per strada a quelle con un buon livello culturale che frequentavano gli ambienti sociali più ricchi della città, capaci di recitare poesie a memoria e partecipare a discussioni. Chiaramente Fiammetta apparteneva a quest'ultima. Dopo diversi passaggi di proprietà, alla fine dell'Ottocento la casa passò alla famiglia Bennicelli, la quale, all'inizio del secolo successivo, intraprese importanti lavori di ristrutturazione. Diversamente da come scritto in molti siti, lo stemma che campeggia sopra il portico della facciata non è quello dei Bennicelli, bensì l'arma Torlonia.

## Descrizione
La casa, del XV secolo, è stata costruita in mattoni ed è a due piani con un belvedere e un caratteristico portico con tre archi sorretto da colonne e due pilastri ai lati.